# Liste der Torschützenkönige der höchsten Spielklassen im namibischen Fußball
Dis ist die Liste der Torschützenkönige der höchsten Spielklassen im namibischen Fußball.

## Männer
Die Liste führt alle Torschützenkönige der höchsten Spielklasse im namibischen Fußball, der Namibia National Soccer League (19985–1990), Namibia Premier League (1990–2020) bzw. der Namibia Premier Football League (seit 2021), auf.

### Namibia Premier Football League
| Saison  | Spieler             | Nationalität  | Verein        | Tore          |
| ------- | ------------------- | ------------- | ------------- | ------------- |
| 2021    | nicht beendet       | nicht beendet | nicht beendet | nicht beendet |
| 2022/23 | Willy Stephanus     | Namibia       | African Stars | 20            |
| 2023/24 | Willy Stephanus (2) | Namibia       | African Stars | 16            |
| 2023/24 | Rewaldo Prins       | Namibia       | Khomas Nampol | 16            |
| 2024/25 | Mbakondja Tjahikika | Namibia       | African Stars | 15            |

### Namibia Premier League
| Saison          | Spieler              | Nationalität      | Verein              | Tore              |
| --------------- | -------------------- | ----------------- | ------------------- | ----------------- |
| 1990/91–2000/01 | ?                    |                   |                     |                   |
| 2001/02         | William Chilufya (1) | Sambia            | Liverpool Okahandja | 27                |
| 2002/03         | ?                    |                   |                     |                   |
| 2003/04         | Costa Khaiseb        | Namibia           | Ramblers FC         | 29                |
| 2004/05         | Armando Pedro        | Angola            | Blue Waters FC      | 23                |
| 2005/06         | Heinrich Isaacks     | Namibia           | Civics FC           | 20                |
| 2006/07         | Willia Chilufya (2)  | Sambia            | Civics FC           | 17                |
| 2007/08         | Pinehas Jakob        | Namibia           | Ramblers FC         | 12                |
| 2008/09         | Jerome Louis (1)     | Namibia           | Black Africa        | 22                |
| 2009/10         | Jerome Louis (2)     | Namibia           | Black Africa        | 17                |
| 2010/11         | Harold Ochurub (1)   | Namibia           | Mighty Gunners      | 12                |
| 2011/12         | Jerome Louis (3)     | Namibia           | Black Africa        | 13                |
| 2011/12         | Richard Kavendji     | Namibia           | Hotspurs            | 13                |
| 2012/13         | Harold Ochurub (2)   | Namibia           | Mighty Gunners      | 13                |
| 2013/14         | Hendrik Somaeb       | Namibia           | Blue Waters FC      | 17                |
| 2014/15         | Nicky Musambani      | Namibia           | Orlando Pirates     | 17                |
| 2015/16         | Terdius Uiseb        | Namibia           | Orlando Pirates     | 27                |
| 2017/18         | Panduleni Nekundi    | Namibia           | African Stars       | 15                |
| 2018/19         | Wesley Katjiteo      | Namibia           | Black Africa        | 22                |
| 2019/20         | nicht ausgetragen    | nicht ausgetragen | nicht ausgetragen   | nicht ausgetragen |

### Namibia National Soccer League
| Saison | Spieler     | Nationalität | Verein       | Tore |
| ------ | ----------- | ------------ | ------------ | ---- |
| 1985   |             |              |              | ?    |
| 1986   |             |              |              | ?    |
| 1987   | Dawid Snewe | Namibia      | Black Africa | 37   |
| 1988   |             |              |              | ?    |
| 1989   |             |              |              | ?    |
| 1990   |             |              |              | ?    |

### Ranglisten
ohne Namibia National Soccer League
| Rang | Spieler          | Titel | Jahre            |
| ---- | ---------------- | ----- | ---------------- |
| 1    | Jerome Louis     | 3     | 2009, 2010, 2012 |
| 2    | Harold Ochurub   | 2     | 2011, 2013       |
| 2    | William Chilufya | 2     | 2002, 2007       |
| 2    | Willy Stephanus  | 2     | 2023, 2024       |

| Rang | Verein          | Titel |
| ---- | --------------- | ----- |
| 1    | Black Africa    | 4     |
| 2    | African Stars   | 3     |
| 3    | Blue Waters FC  | 2     |
| 3    | Civics FC       | 2     |
| 3    | Mighty Gunners  | 2     |
| 3    | Orlando Pirates | 2     |
| 3    | Ramblers FC     | 2     |

| Rang | Land    | Titel | Spieler |
| ---- | ------- | ----- | ------- |
| 1    | Namibia | 16    | 12      |
| 2    | Sambia  | 2     | 1       |
| 3    | Angola  | 1     | 1       |

## Frauen
Im Frauenfußball führt die Liste Torschützenköniginnen der Namibia Women’s Super League (seit 2015) und der Vorgängerliga NFA Women Championships auf.

### Namibia Women’s Super League
| Saison  | Spieler       | Nationalität | Verein            | Tore |
| ------- | ------------- | ------------ | ----------------- | ---- |
| 2018/19 | Anna Shikusho | Namibia      | Tura Magic Ladies | ?    |
| 2023    | Fiola Vliete  | Namibia      | Beauties FC       | 53   |
| 2023/24 | Anna Shikusho | Namibia      | Ongos Ladies      | 32   |
| 2024/25 | Memory Ngonda | Namibia      | Ongos Ladies      | 38   |